# La ragazza con il cuore di latta
La ragazza con il cuore di latta è un singolo del cantautore italiano Irama, pubblicato il 6 febbraio 2019 come unico estratto dalla riedizione del secondo album in studio Giovani.

## Descrizione
Il brano è stato presentato alla 69ª edizione del Festival di Sanremo, andato in onda dal 5 al 9 febbraio 2019, dove si è classificato 7º. La canzone si ispira ad una storia vera, che vede protagonista una ragazza con il pacemaker, incontrata da Irama in Salento.
Nell'aprile 2019, durante la prima puntata della sedicesima edizione del Grande Fratello, viene svelato che la ragazza oggetto della canzone è la futura vincitrice di quell'edizione, Martina Nasoni.

## Video musicale
Il video, diretto da Matteo Martinez, è stato pubblicato il 5 febbraio 2019 sul canale YouTube del cantante.
Il video ha visto la partecipazione dell'attrice friulana Demetra Bellina, nel ruolo della protagonista Linda.

## Tracce
Testi di Giuseppe Colonnelli, Filippo Maria Fanti, musiche di Andrea Debernardi, Filippo Maria Fanti, Giulio Nenna.
1. La ragazza con il cuore di latta – 3:42

## Formazione
Musicisti
- Irama – voce
- Andrea DB Debernardi – batteria
- Francesco Monti – chitarra acustica
- Giulio Nenna – chitarra elettrica, pianoforte
- Antonio Galbiati – cori
- Emanuela Cortesi – cori
- Leila Livnjak – cori
- Paul Rosette – cori
- Sherritta Duran – cori
- Harlem Gospel Choir – cori

Produzione
- Andrea Debenardi – produttore, registrazione, missaggio, mastering
- Giulio Nenna – produttore
- Marco Peraldo – produttore, registrazione
- Michael Gario – produttore, registrazione
- Marco Vialardi – assistente di studio

## Classifiche

### Classifiche settimanali
| Classifica (2019) | Posizione massima |
| ----------------- | ----------------- |
| Italia            | 3                 |
| Svizzera          | 58                |

### Classifiche di fine anno
| Classifica (2019) | Posizione |
| ----------------- | --------- |
| Italia            | 46        |